# Colt Baby Dragoon
Les Colt Baby Dragoon ou Model of 1848 Pocket Pistols sont des revolvers destinés à l'auto-défense produits par Colt et vendus en 1848 et 1849 en 15 461 exemplaires environ. Il fut rapidement supplanté par le Colt 1849 Pocket. Un grand nombre de ces Baby Dragoon ont été acquis par les chercheurs d'or en Californie. 

## Présentation

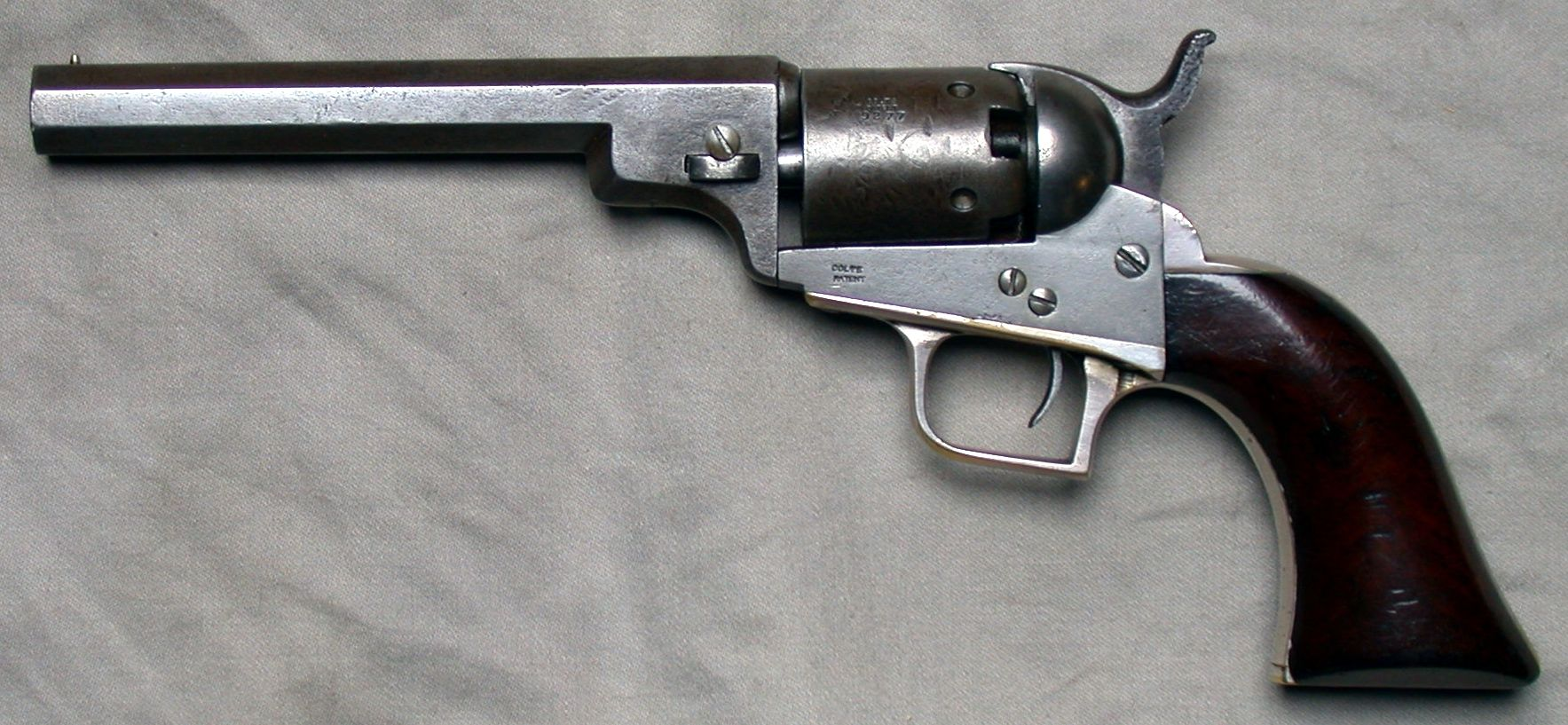
Colt 1848 Old Model Pocket Pistol .31 cal, Baby Dragoon.

C'est une version compacte du premier modèle Colt Dragoon, dont il possède le pontet droit à l'arrière et au début le verrouillage à cran ovale du barillet. Le barillet voit sa capacité amoindrie à 5 coups. Le canon a une forme externe octogonale. Plusieurs longueurs de canon furent disponibles mais les plus courtes furent les plus courantes. Les modèles sans refouloir (Numéro de série 1-11 670), sont les plus recherchés par les collectionneurs bien que les modèles avec refouloir soient plus rares.

## Manipulation
Le chargement de ce revolver à capsule se fait par l'avant du barillet, le canon enlevé, une dose de poudre par chambre, une bourre facultative pour combler le vide entre poudre et balle, les balles, posées de façon à affleurer le bord du barillet. Pour les renflouer, on utilise l'axe du barillet muni d'une cavité pour le centrer sur les balles. À la fin on remplit de graisse le creux autour des balles pour empêcher l'humidité de pénétrer, ainsi que pour empêcher la flamme issue d'une chambre voisine d'allumer plusieurs charges alors que les balles ne sont pas face au canon, puis finalement on pose les amorces.

## Fiche technique
- Munition : Calibre .31
- Type : revolver à percussion, carcasse ouverte et simple action
- Longueur du canon : 7,6/10,2/12,7/15,2 cm
- Longueur de l'arme :
- avec canon de 7,6 cm : 19,6 cm

Avec canon de 10,2 cm : 22,2 cm
Avec canon de 12,7 cm : 24,7 cm
Avec canon de 15,2 cm : 27,2 cm
- Masse de l'arme vide : selon la longueur canon ; 660 g avec celui de 10 cm sans refouloir
- Capacité du barillet : 5 coups

## Gravure
La gravure présente sur le barillet de ce modèle représente une escarmouche entre des Texas Rangers et Indiens.